# Mario Fafangel
Mario Fafangel, slovenski jadralec hrvaškega rodu, * 19. december 1914, Rab, † 11. februar 2007, Izola.
Fafangel je za Jugoslavijo nastopil na Poletnih olimpijskih igrah 1952 v Helsinkih in na Poletnih olimpijskih igrah 1960 v Rimu.
V Helsinkih je v jadrnici z imenom Primorka s sojadralcem Karlom Bašićem osvojil 20. mesto, v Rimu pa je na jadrnici z imenom Cha-Cha III s sojadralcem Jankom Kosmino osvojil osmo mesto.
Njegov vnuk Mario Fafangel (ml.) je zdravnik-epidemiolog z Nacionalnega inštituta za javno zdravje.